# Musabin
Musabin (arab. موثبين) – miejscowość w Syrii, w muhafazie Dara. W 2004 roku liczyła 2351 mieszkańców.